# Opération Hardtack I

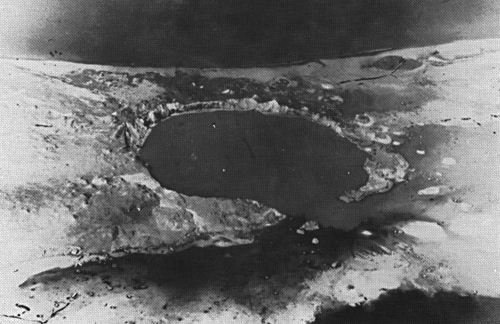
Cratère créé le 5 mai 1958 par l'explosion de Cactus sur l'île de Runit dans l'atoll d'Eniwetok.

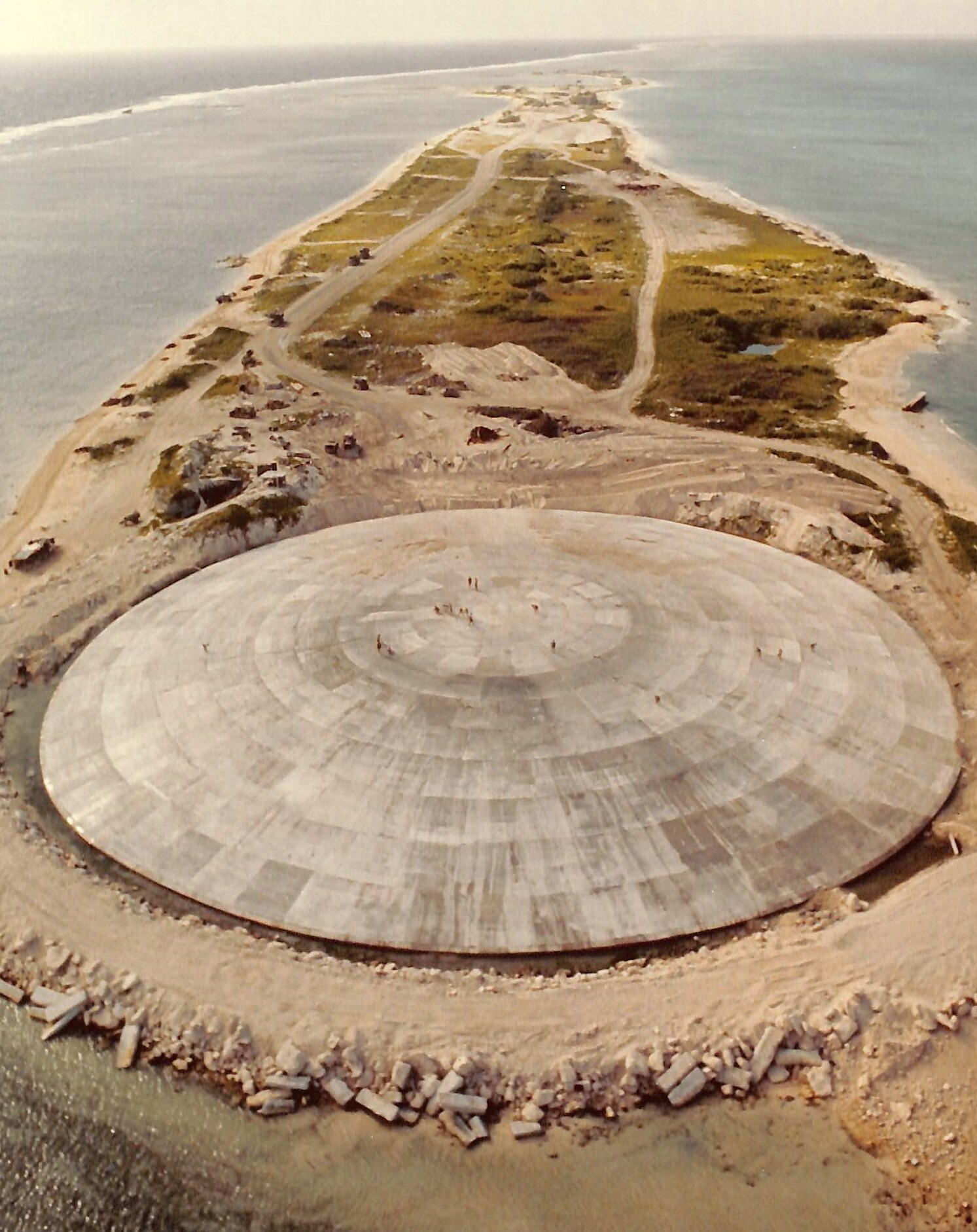
En 1977-1980, 84000 m3 de sols radioactifs, provenant des îles contaminées de l'atoll d'Eniwetok, sont enfouis dans le cratère creusé par le tir Cactus, qui est ensuite recouvert d'un dôme de béton surnommé le Cactus Dome.

L'opération Hardtack I est le nom donné à une série de 35 essais nucléaires faits au Pacific Proving Grounds par les États-Unis d'avril à octobre 1958. 

Elle suit Project 58A et précède l'opération Argus.
L'opération Newsreel est le nom donné à une série de trois essais nucléaires en haute altitude exécutés dans le cadre de l'opération Hardtack I. 

Les essais se nomment « Yucca », « Teak » et « Orange ».

## Essais
| Nom        | Date             | Lieu                           | Puissance explosive | Remarques |
| ---------- | ---------------- | ------------------------------ | ------------------- | --- |
| Yucca      | 28 avril 1958    | Eniwetok                       | 1,7 kt              | 85 milles marins au nord-est de l'atoll d'Eniwetok, aérostat à 86 000 pieds, développement d'armes antimissiles                                                                         |
| Cactus     | 5 mai 1958       | île de Runit, atoll d'Eniwetok | 18 kt               | Essai de l'étage primaire de la future B43 (en) |
| Fir        | 11 mai 1958      | Atoll de Bikini                | 1,36 mégatonne      | 93,4 % de la puissance explosive provient de la fusion nucléaire |
| Butternut  | 11 mai 1958      | Eniwetok                       | 81 kt               | Essai de l'engin explosif TX-46 (en), étage primaire seulement |
| Koa        | 12 mai 1958      | Eniwetok                       | 1,37 mégatonnes     | Essai de l'ogive XW35 |
| Wahoo      | 16 mai 1958      | Eniwetok                       | 9 kt                | Essai en eaux profondes (3 200 pieds) |
| Holly      | 20 mai 1958      | Eniwetok                       | 5,9 kt              | |
| Nutmeg     | 21 mai 1958      | Atoll de Bikini                | 25,1 kt             | |
| Yellowwood | 26 mai 1958      | Eniwetok                       | 330 kt              | long feu de l'engin explosif TX-46 (en), prédiction d'une puissance de 2,5 mégatonnes                                                                                                   |
| Magnolia   | 26 mai 1958      | Eniwetok                       | 57 kt               | |
| Tobacco    | 30 mai 1958      | Eniwetok                       | 11,6 kt             | Deuxième étage ne s'est pas mis à feu |
| Sycamore   | 31 mai 1958      | Atoll de Bikini                | 92 kt               | Test de la version deux étages de la Mk 41 (renommé B41 en 1968). Long feu, prédiction d'une puissance de 5 mégatonnes                                                                  |
| Rose       | 2 juin 1958      | Eniwetok                       | 15 kt               | Long feu, prédiction de 125 kt |
| Umbrella   | 8 juin 1958      | Eniwetok                       | 8 kt                | Essai sous-marin (150 pieds) |
| Maple      | 10 juin 1958     | Atoll de Bikini                | 213 kt              | Prédiction que la puissance explosive proviendrait à 89 % de la fission |
| Aspen      | 14 juin 1958     | Atoll de Bikini                | 319 kt              | Tir dans le cratère creusé par Castle Bravo |
| Walnut     | 14 juin 1958     | Eniwetok                       | 1,45 mégatonne      | |
| Linden     | 18 juin 1958     | Eniwetok                       | 11 kt               | |
| Redwood    | 27 juin 1958     | Atoll de Bikini                | 412 kt              | |
| Elder      | 27 juin 1958     | Eniwetok                       | 880 kt              | |
| Oak        | 28 juin 1958     | Eniwetok                       | 8,9 mégatonnes      | Nouvelle conception de l'engin explosif TX-46 |
| Hickory    | 30 juin 1958     | Atoll de Bikini                | 14 kt               | |
| Sequoia    | 1er juillet 1958 | Eniwetok                       | 5,2 kt              | |
| Cedar      | 2 juillet 1958   | Atoll de Bikini                | 220 kt              | |
| Dogwood    | 5 juillet 1958   | Eniwetok                       | 397 kt              | |
| Poplar     | 12 juillet 1958  | Atoll de Bikini                | 9,3 mégatonnes      | Test de la version deux étages de la MK 41; en termes de puissance explosive, 5e plus élevée des États-Unis                                                                             |
| Scaevola   | 14 juillet 1958  | Eniwetok                       | Zéro                | Essai de sûreté |
| Pisonia    | 17 juillet 1958  | Eniwetok                       | 255 kt              | |
| Juniper    | 22 juillet 1958  | Atoll de Bikini                | 65 kt               | Dernier essai à l'atoll de Bikini |
| Olive      | 22 juillet 1958  | Eniwetok                       | 202 kt              | |
| Pine       | 26 juillet 1958  | Eniwetok                       | 2 mégatonnes        | Engin explosif thermonucléaire Mark 41 à trois étages, puissance explosive largement inférieure aux 4 à 6 mégatonnes prédites                                                           |
| Teak       | 1er août 1958    | Atoll Johnston                 | 3,8 mégatonnes      | Validation comme arme antimissile, bombe emportée par un PGM-11 Redstone jusqu'à une altitude de 252 000 pieds. Des erreurs de calcul provoquent son explosion au-dessus du pas de tir. |
| Quince     | 6 août 1958      | Eniwetok                       | Zéro                | Long feu |
| Orange     | 12 août 1958     | Johnston Atoll                 | 3,8 mégatonnes      | Validation comme arme antimissile, bombe emportée par un PGM-11 Redstone jusqu'à une altitude de 141 000 pieds.                                                                         |
| Fig        | 18 août 1958     | Eniwetok                       | 0,02 kt             | Dernier essai à Eniwetok |